# جوان غارسيا
جوان غارسيّا بونس (بالإسبانية: Joan García Pons) (مواليد 4 مايو 2001) هو لاعب كرة قدم إسباني يلعب في مركز حارس المرمى مع نادي برشلونة في الدوري الإسباني.
ينحدر غارسيا من كتالونيا، وبدأ مسيرته الكروية في نادي سالينت قبل أن ينضم إلى أكاديمية الشباب في إسبانيول. وتمكن لاحقًا من الصعود إلى الفريق الأول، ليصبح الحارس الأساسي للنادي. في يونيو 2025، انتقل إلى برشلونة بعد أن قام النادي بتفعيل الشرط الجزائي في عقده.

## مسيرته مع الأندية

### إسبانيول
وُلد غارسيا في سالينت بإقليم برشلونة، وبدأ مسيرته الكروية مع نادي بلدته سالينت في سن الرابعة؛ وكان في البداية لاعب وسط، لكنه انتقل إلى حراسة المرمى بتأثير من شقيقه الأكبر. مثّل لاحقًا نادي مانريسا ونادي دام، قبل أن ينضم إلى الفئات السنية في إسبانيول عام 2016 وهو في سن الخامسة عشرة.

#### البداية والظهور الأول
خاض غارسيا أول مباراة له مع الفريق الرديف في 28 سبتمبر 2019، حين شارك أساسيًا في تعادل 1–1 خارج الأرض أمام فالنسيا ميستايا في الدوري الإسباني الدرجة الثانية ب. وفي 11 فبراير 2020، جدّد عقده مع النادي حتى عام 2025.
خاض أول مباراة له مع الفريق الأول في 1 ديسمبر 2021، عندما بدأ أساسيًا في الفوز 3–2 خارج الديار على سولاريس-مديو كودييو في كأس الملك. بعد ذلك، شارك لأول مرة في الدوري الإسباني في 10 يناير 2022، كأساسي في الخسارة 1–2 على أرضه أمام نادي إلتشي.

#### 2022–2024: بروزه مع الفريق الأول
بعد رحيل الحارس أويير أولازابال في 29 يونيو 2022، حصل غارسيا على القميص رقم 1 في موسم 2022–23، بعدما كان يرتدي القميص رقم 34. خلال الموسم، كان بديلاً في مباريات الدوري، وشارك في ثلاث مباريات بكأس الملك. وفي 4 يونيو 2023، شارك كأساسي في تعادل 3–3 على أرضه أمام ألميريا، رغم أن الفريق كان قد تأكد هبوطه إلى الدرجة الثانية قبل المباراة. أنهى الموسم بـ 4 مشاركات وشباك نظيفة واحدة.
في 16 نوفمبر 2023، أعلن إسبانيول التوصل لاتفاق مع غارسيا لتمديد عقده حتى 30 يونيو 2028. وفي مارس 2024، أصبح الحارس الأساسي للفريق في الدرجة الثانية. أنهى موسم 2023–24 بـ 21 مباراة و12 شباك نظيفة، وساهم في عودة الفريق إلى الدوري الإسباني عبر التصفيات. بعد فوزه بجائزة لاعب الشهر في النادي لثلاثة أشهر متتالية من مارس إلى مايو 2024، اختاره مشجعو إسبانيول كأفضل لاعب في الفريق لموسم 2023–24.

#### 2024–2025: الحارس الأول والعودة إلى الدوري الإسباني
واصل غارسيا المشاركة كأساسي مع الفريق خلال موسم 2024–25 في الدوري الإسباني. في 28 أغسطس 2024، أنقذ سبع كرات وحافظ على أول شباك نظيفة له في الدوري في تعادل سلبي خارج الأرض أمام أتلتيكو مدريد. بعد ثلاثة أيام، ساعد فريقه على تحقيق أول انتصار في الدوري، بنتيجة 2–1 أمام رايو فايكانو. في 21 سبتمبر، قام بـ 10 تصديات أمام ريال مدريد، لكن الفريق خسر 4–1 في ملعب سانتياغو برنابيو. تكرّر الأمر في 29 سبتمبر خارج ملعبه أمام ريال بيتيس، حيث تصدى لركلة جزاء ضمن 10 تصديات، لكن الفريق خسر للمرة الثالثة تواليًا.
في 3 نوفمبر، شارك غارسيا في أول ديربي له وقدم ست تصديات، رغم خسارة إسبانيول بنتيجة 3–1 أمام غريمه برشلونة على ملعب لويس كومبانيس الأولمبي. وفي ديربي كتالوني آخر يوم 23 نوفمبر، لم يتمكن من منع جيرونا من تسجيل أربعة أهداف خلال أول 30 دقيقة، وخسر الفريق في النهاية بنتيجة 4–1 على ملعب مونتيليفي. وفي 14 ديسمبر، حافظ غارسيا على أول شباك نظيفة له في الدوري الإسباني على أرضه، دون أن يتعرض لأي تسديدة، في تعادل سلبي أمام أوساسونا. وبعد تعرض الفريق للهزيمة الحادية عشرة في 18 مباراة بالدوري، دخل إسبانيول العطلة الشتوية وهو في المركز الثامن عشر في جدول الترتيب، بفارق ثلاث نقاط فقط عن قاع الترتيب.
في 1 فبراير 2025، قدّم غارسيا أداءً مذهلًا كأفضل لاعب في المباراة بعد قيامه بسبع تصديات، ليساهم في فوز إسبانيول 1–0 على متصدر الدوري ريال مدريد في ملعب كورنيا إل برات، ويحافظ على شباكه النظيفة للمرة الثالثة في الموسم. وفي مباراة خارج الديار ضد ريال سوسيداد يوم 9 فبراير، تصدى لتسديدة بقدمه من لوكا سوتشيتش، والتي فاز لاحقًا بجائزة أفضل تصدي في الشهر في الدوري الإسباني لشهر فبراير. وفي 22 فبراير، ساهم بأربع تصديات في فوز فريقه 1–0 على ديبورتيفو ألافيس، وهو أول فوز لإسبانيول خارج أرضه في الدوري هذا الموسم.
في 10 مارس، قام غارسيا بتصدي حاسم لتسديدة على الطائر من يانخيل هيريرا في مباراة على أرضه ضد جيرونا، وفاز بجائزة أفضل تصدي في الشهر للمرة الثانية تواليًا، ليصبح أول لاعب يفوز بها في شهرين متتاليين. وفي مباراة خارج ملعبه ضد ريال مايوركا يوم 15 مارس، تصدى غارسيا لركلتي جزاء من فيدات موريكي وأبدون براتس، لكن الركلة الثانية أُعيدت بعد تدخل تقنية الفيديو، وتمكن مايوركا من التسجيل في المحاولة الثالثة، لينتهي اللقاء بخسارة 2–1. وفي 4 أبريل، حافظ غارسيا على شباكه النظيفة للمرة الخامسة هذا الموسم، مع خمس تصديات، في فوز كبير 4–0 خارج الديار على رايو فايكانو. وبنهاية موسم 2024–25، سجّل غارسيا أعلى عدد من التصديات بين جميع حراس المرمى في الدوري.

### برشلونة
في 18 يونيو 2025، أعلن إسبانيول عن رحيل غارسيا بعد أن قام بدفع قيمة الشرط الجزائي البالغة 25 مليون يورو بالإضافة إلى الضرائب. وفي وقت لاحق من اليوم نفسه، أعلن نادي برشلونة عن التوقيع مع اللاعب لمدة ست سنوات حتى عام 2031.

## المسيرة الدولية
غارسيا لعب مع الفئات السنية لإسبانيا، حيث مثّل منتخبات إسبانيا تحت 17 سنة، تحت 18 سنة، تحت 19 سنة، وتحت 21 سنة. في يوليو 2024، اُختير ضمن تشكيلة منتخب إسبانيا الأولمبي المشاركة في الألعاب الأولمبية الصيفية 2024. وتوّج مع منتخب بلاده بالميدالية الذهبية في منافسات كرة القدم للرجال في أولمبياد 2024.

## الإنجازات
إسبانيا تحت 23
- الميدالية الذهبية الأولمبية: 2024.[64][65][66]

فردية
- لاعب العام في إسبانيول: 2023–24[26][27]
- تصدي الشهر في الدوري الإسباني[الإنجليزية]: فبراير 2025،[48][49] مارس 2025.[52][53]

## وصلات خارجية
- جوان غارسيا على موقع قاعدة بيانات كرة القدم.إي يو (الإنجليزية)
- جوان غارسيا على موقع Soccerway.com (الإنجليزية)
- جوان غارسيا على موقع اللجنة الأولمبية الدولية (الإنجليزية)